# 安芸市
安芸市（あきし）は、高知県の東部に位置し太平洋を臨む市。国や県などの官公署の出先機関も多く所在する県東部の中心都市である。1954年（昭和29年）市制施行。

## 概要
高知市から東に約35kmの位置にあり、東は安田町、西は香南市と芸西村に接する。また、北は四国山地を背にして、香美市、馬路村、徳島県那賀町に接しており、南は土佐湾に面している。
戦国時代の末期に長宗我部氏との合戦で敗れるまで安芸氏の本拠となっていた。山内一豊の土佐入国後は家老の五藤氏が安芸地方を知行していた。
安芸市は三菱財閥の創立者である岩崎弥太郎、童謡の作曲家として知られる弘田龍太郎の出身地でもある。
1954年（昭和29年）8月に安芸町、伊尾木村、川北村、東川村、畑山村、井ノ口村、土居村、赤野村が合併して安芸市となり、1955年（昭和30年）4月に香美郡西川村の舞川と轟を吸収合併した。
1965年（昭和40年）からは阪神タイガースのキャンプ地となっている。ただ春季キャンプについては、一軍は2003年（平成15年）から沖縄県宜野座村が1次キャンプ地、安芸市が2次キャンプ地となり、2012年（平成24年）には宜野座村に一本化された。また二軍も春季キャンプ地が2023年（令和5年）から宜野座村に移っており、安芸市は秋季キャンプ地となっている。
平成に入って、建設事業や道路整備などを積極的に進めた結果、負債が膨らみ、財政再建団体へ転落する懸念が強まった。このため、2003年（平成15年）に「安芸市緊急財政健全化計画」を策定し、起債の抑制や、人件費の削減などを推し進め、2008年（平成20年）度に財政健全化団体となるも、僅か1年で脱却に成功、2010年（平成22年）度に指定を解除された。

## 地理

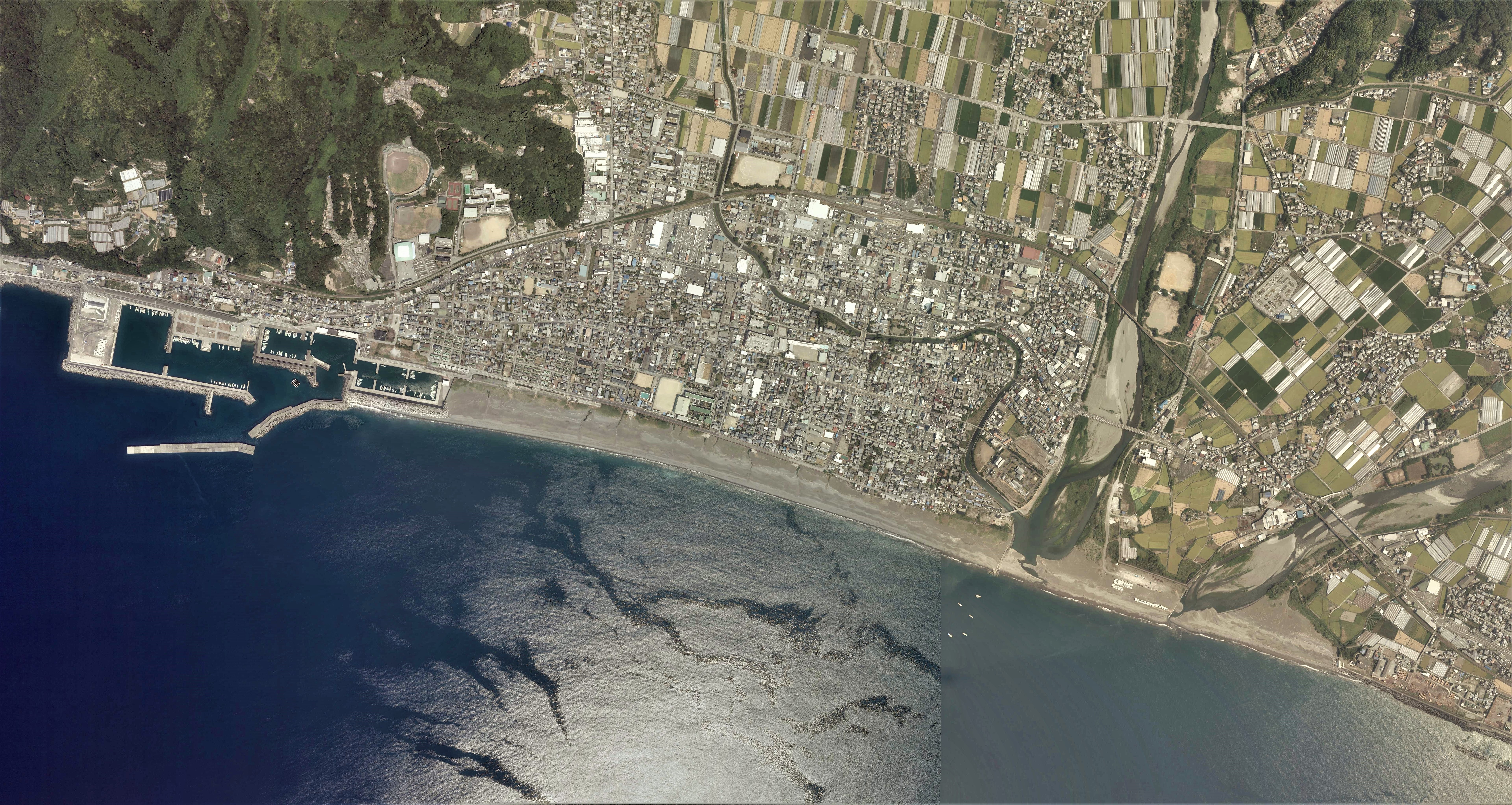
安芸市中心部周辺の空中写真。
2013年8月13日撮影の4枚を合成作成。。

市域の89パーセントは山林で、山地の源流部から安芸川と伊尾木川が南流し、その下流域には安芸平野が広がる。
土佐湾（太平洋）に面しており、今後発生が予見されている南海トラフ巨大地震の際には、市内の海岸に最大13mの津波が到達することが予想されている。

### 主な山岳
- 久々場山（1,417m）
- 杉ノ谷山 （1,367.1m）
- 烏帽子ヶ森 （1,320.2m）
- 五位ヶ森（1,184.8m）
- 八杉森 （1,029.0m）

### 主な河川
- 二級水系
  - 安芸川
  - 伊尾木川
  - 名村川
  - 穴内川
  - 赤野川

### 気候
| 安芸（伊尾木）の気候     | 安芸（伊尾木）の気候 | 安芸（伊尾木）の気候 | 安芸（伊尾木）の気候 | 安芸（伊尾木）の気候 | 安芸（伊尾木）の気候 | 安芸（伊尾木）の気候 | 安芸（伊尾木）の気候 | 安芸（伊尾木）の気候 | 安芸（伊尾木）の気候 | 安芸（伊尾木）の気候 | 安芸（伊尾木）の気候 | 安芸（伊尾木）の気候 | 安芸（伊尾木）の気候 |
| 月                       | 1月                  | 2月                  | 3月                  | 4月                  | 5月                  | 6月                  | 7月                  | 8月                  | 9月                  | 10月                 | 11月                 | 12月                 | 年                   |
| ------------------------ | -------------------- | -------------------- | -------------------- | -------------------- | -------------------- | -------------------- | -------------------- | -------------------- | -------------------- | -------------------- | -------------------- | -------------------- | -------------------- |
| 最高気温記録 °C （°F）   | 21.1 (70)            | 21.9 (71.4)          | 24.6 (76.3)          | 27.2 (81)            | 29.7 (85.5)          | 31.5 (88.7)          | 35.7 (96.3)          | 36.5 (97.7)          | 34.6 (94.3)          | 31.9 (89.4)          | 27.4 (81.3)          | 23.7 (74.7)          | 36.5 (97.7)          |
| 平均最高気温 °C （°F）   | 12.2 (54)            | 13.0 (55.4)          | 15.9 (60.6)          | 20.0 (68)            | 23.7 (74.7)          | 26.0 (78.8)          | 29.6 (85.3)          | 31.2 (88.2)          | 28.8 (83.8)          | 24.5 (76.1)          | 19.5 (67.1)          | 14.4 (57.9)          | 21.6 (70.9)          |
| 日平均気温 °C （°F）     | 7.5 (45.5)           | 8.4 (47.1)           | 11.5 (52.7)          | 15.9 (60.6)          | 19.8 (67.6)          | 22.7 (72.9)          | 26.4 (79.5)          | 27.4 (81.3)          | 24.8 (76.6)          | 20.1 (68.2)          | 14.9 (58.8)          | 9.8 (49.6)           | 17.4 (63.3)          |
| 平均最低気温 °C （°F）   | 3.3 (37.9)           | 4.0 (39.2)           | 7.0 (44.6)           | 11.6 (52.9)          | 15.9 (60.6)          | 19.7 (67.5)          | 23.6 (74.5)          | 24.3 (75.7)          | 21.5 (70.7)          | 16.3 (61.3)          | 10.8 (51.4)          | 5.6 (42.1)           | 13.7 (56.7)          |
| 最低気温記録 °C （°F）   | −4.4 (24.1)          | −6.7 (19.9)          | −2.3 (27.9)          | 1.9 (35.4)           | 7.4 (45.3)           | 13.3 (55.9)          | 17.1 (62.8)          | 17.7 (63.9)          | 12.7 (54.9)          | 7.1 (44.8)           | 1.2 (34.2)           | −2.1 (28.2)          | −6.7 (19.9)          |
| 降水量 mm （inch）       | 58.7 (2.311)         | 91.6 (3.606)         | 146.9 (5.783)        | 174.7 (6.878)        | 191.8 (7.551)        | 305.3 (12.02)        | 273.8 (10.78)        | 216.7 (8.531)        | 292.1 (11.5)         | 166.3 (6.547)        | 107.5 (4.232)        | 74.1 (2.917)         | 2,099.5 (82.657)     |
| 平均降水日数 （≥1.0 mm） | 6.0                  | 7.1                  | 10.3                 | 9.9                  | 10.1                 | 13.9                 | 12.0                 | 10.7                 | 11.4                 | 9.1                  | 7.3                  | 6.0                  | 113.8                |
| 平均月間日照時間         | 193.0                | 181.0                | 197.5                | 202.9                | 203.3                | 137.8                | 194.6                | 232.9                | 170.0                | 183.1                | 175.0                | 189.9                | 2,260.9              |
| 出典：気象庁             |                      |                      |                      |                      |                      |                      |                      |                      |                      |                      |                      |                      |                      |

## 歴史

### 沿革

#### 安土桃山時代まで
- 1308年（延慶1年）2月 - 安芸城が築城される。

#### 江戸時代
- 1663年（寛文3年）4月5日 - 安喜浦で火災。34戸が焼失。
- 1673年（延宝1年） - この頃、弁天池が築かれる。
- 1675年（延宝3年）2月8日 - 安芸浦で火災。
- 1680年（延宝8年）12月12日 - 安芸浦で火災。250戸が焼失。
- 1684年（貞享1年）11月25日 - 伊尾木浦で火災。
- 1707年（宝永4年）10月4日 - 宝永地震による地震、津波のため、安芸平野の約半分が流される。
- 1708年（宝永5年）11月16日 - 安芸浦で火災。100戸余が焼失。
- 1732年（享保17年） - 安芸郡で大飢饉。
- 1768年（明和5年）6月 - 安芸浦で300人余の打ちこわし一揆がおこるが、すぐに鎮圧される。
- 1837年（天保8年）4月 - 安芸郷で大飢饉。
- 1854年（安政1年）11月5日 - 安政南海地震による地震、津波のため、安芸と川北で大きな被害をうける。

#### 明治時代
- 1871年（明治4年）
  - 9月 - 安芸郡の行政区画が34区にわけられる。
  - 10月10日 - 政府の指令により郡名を「安喜」から「安芸」に統一される。
- 1874年（明治7年）11月16日 - 安芸村に安芸郵便取扱所が開設。
- 1875年（明治8年）4月 - 大小区制がしかれる。
- 1878年（明治11年）6月1日 - 田野警察署安芸分署（現・安芸警察署）が開設。
- 1879年（明治12年）
  - 1月 - 行政区画の変更によって、安芸村に安芸郡役所がおかれる。
  - 7月 - 川北にコレラが流行。
- 1888年（明治21年）3月 - 高知地方裁判所安芸出張所（現・安芸簡易裁判所、高知地方裁判所安芸支部）が開設される。
- 1889年（明治22年）4月1日 - 町村制施行に伴う合併により、安芸郡安芸村、穴内村、伊尾木村、川北村、東川村、畑山村、井ノ口村、土居村、赤野村が発足。
- 1895年（明治28年）11月21日 - 安芸村が町制施行、安芸町となる。
- 1900年（明治33年）4月 - 第一中学校安芸分室（現・高知県立安芸高等学校）が創設。
- 1909年（明治42年）3月10日 - 安芸郵便局内に電話交換機が設置され、電話通話営業を開始。（加入数43）

#### 大正時代
- 1913年（大正2年） - 安喜水力電気が営業開始。安芸地区に初めて電灯がつく。
- 1915年（大正4年） - 伊尾木貯木場が完成し、東川森林軌道が全通。（昭和37年廃止）
- 1916年（大正5年） - 安芸町と土居村にコレラが流行。
- 1920年（大正9年）4月1日 - 郡立安芸高等女学校（大正11年県に移管、昭和24年高知県立安芸高等学校と統合）が創立される。
- 1920年（大正9年） - 土居村にチフスが流行。
- 1922年（大正11年）11月  - 下山・川北・穴内・赤野に園芸組合が設立。

#### 昭和時代

##### 昭和0年代
- 1930年（昭和5年） - 栃ノ木堰が完成。
- 1930年（昭和5年）4月1日 - 高知鉄道 手結 - 安芸間が開業し、全通。

##### 昭和10年代
- 1936年（昭和11年）5月15日 - 安芸町に都市計画法が適用され、都市計画を指定。
- 1938年（昭和13年）11月19日 - 安芸職業紹介所（現・安芸公共職業安定所）が開設。
- 1938年（昭和13年）11月 - 安芸保健所（現・安芸福祉保健所）が開設。
- 1943年（昭和18年）10月1日 - 安芸町が穴内村を編入。

##### 昭和20年代
- 1947年（昭和22年）
  - 5月3日 - 安芸区裁判所が高知司法事務局安芸出張所（現・高知地方法務局安芸支局）となる。
  - 9月1日 - 安芸労働基準監督署が開設。
- 1949年（昭和24年）7月20日 - 土佐電気鉄道安芸線全線電化。
- 1952年（昭和27年）12月1日 - 高知県立安芸病院（現・高知県立あき総合病院）が開業。
- 1953年（昭和28年）
  - 4月 - 安芸町とその周辺で赤痢が流行。（患者314人）
  - 7月1日 - 安芸商連が設立。
- 1954年（昭和29年）
  - 3月31日 - 四国電力伊尾木川ダムが竣工。奈比賀発電所が運転開始。
  - 8月1日 - 安芸市が発足。
  - 9月14日 - 高知県交通が安芸・入河内線乗り入れ。
- 1955年（昭和29年） - 国道55号バイパスが開通。

##### 昭和30年代

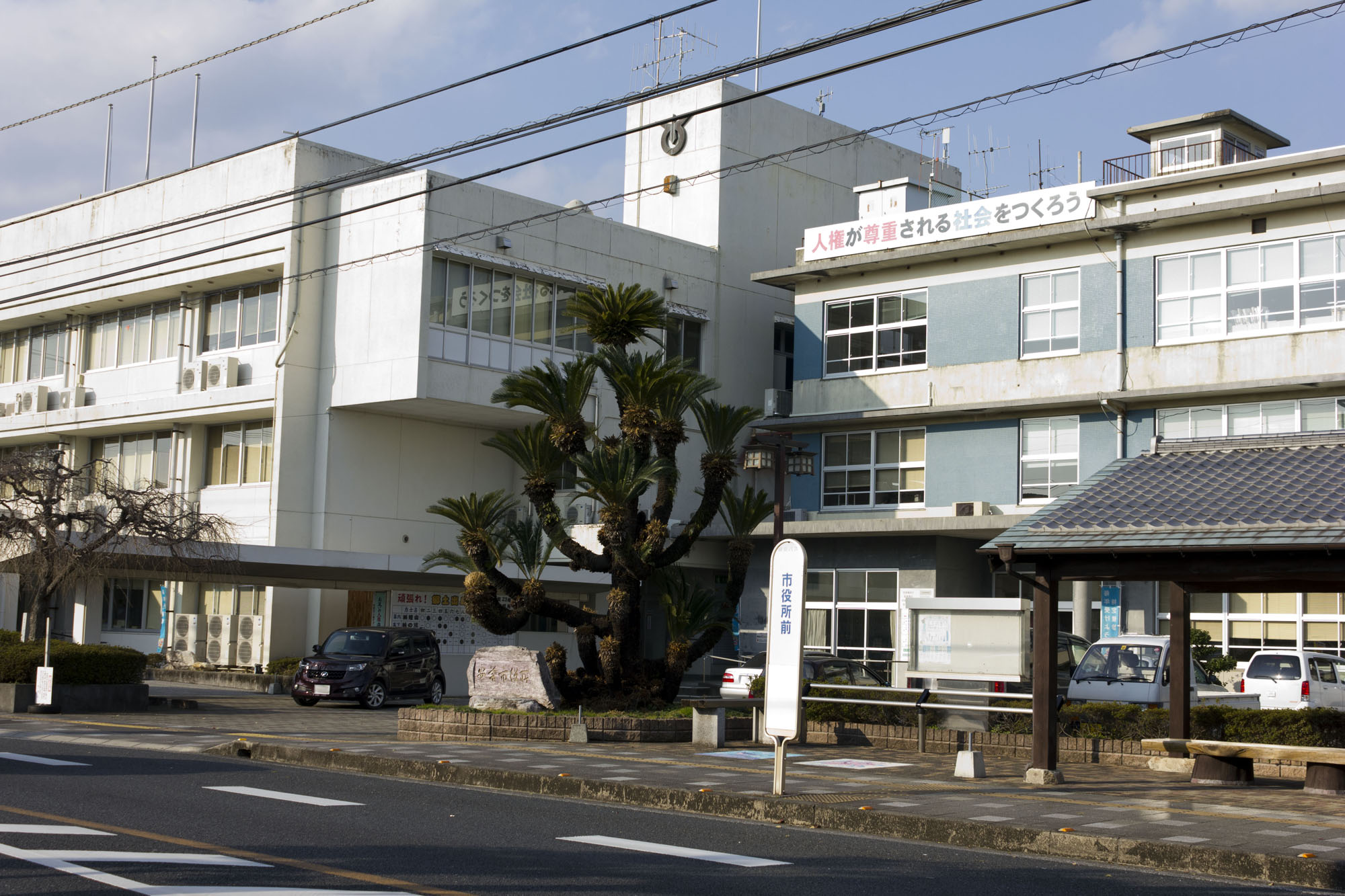
旧安芸市役所

- 1955年（昭和30年）4月1日 - 香美郡西川村轟を編入。
- 1955年（昭和30年）6月10日 - 安芸商工会議所が設立。
- 1955年（昭和30年）6月14日 - 市章制定。
- 1957年（昭和32年）2月25日 - 高知県交通内原野線乗り入れ。
- 1958年（昭和33年）7月 - 安芸市民図書館が中央公民館内に開館。
- 1959年（昭和34年）8月 - 旧役場にあった市役所支所を連絡所とする。
- 1959年（昭和34年）10月1日 - 安芸市役所新庁舎（現・東庁舎）が竣工。
- 1960年（昭和35年）3月 - 伊尾木、川北、土居、穴内の各連絡所を廃止し事務を各農協に委託。
- 1961年（昭和36年）11月12日 - 国鉄阿佐線起工式を行う。
- 1963年（昭和38年）4月1日 - 高知県立安芸工業高校（現・高知県立安芸桜ケ丘高等学校）が開校。
- 1963年（昭和38年）6月16日 - 市内の電話自動化。
- 1963年（昭和38年）9月 - 市内の各農協が合併。
- 1964年（昭和39年）9月1日 - 市内の5つの中学校を統合し、清水ヶ丘中学校が開校。
- 1964年（昭和39年）9月16日 - 東京オリンピックの聖火が通過。

##### 昭和40年代
- 1965年（昭和40年）2月 - 安芸市営球場で阪神タイガースのキャンプが開始。
- 1965年（昭和40年）3月1日 - 旧安芸町の市街地に住居表示を実施。
- 1965年（昭和40年）3月10日 - 昭和40年台風第23号が安芸市付近に上陸。
- 1965年（昭和40年）4月10日 - 国鉄阿佐線再起工式を行う。
- 1965年（昭和40年）6月10日 - 国鉄阿佐線工事開始。
- 1965年（昭和40年）4月13日 - 五藤光学研究所が市にプラネタリウムと天文望遠鏡を寄付、天文科学館が開館し一般公開がはじまる。（のちに廃止）
- 1966年（昭和41年）3月 - 安芸市総合運動場が完成。
- 1967年（昭和42年）4月1日 - 安芸市消防署が開設。
- 1967年（昭和42年）9月 - 市内に赤痢が流行。（患者数33人）
- 1968年（昭和43年）4月1日 - 安芸市教育研究所が開設。
- 1969年（昭和44年）3月 - 高知県安芸総合庁舎が完成。
- 1970年（昭和45年）4月1日 - 安芸市民会館が完成。
- 1970年（昭和45年）4月1日 - 安芸広域市町村圏協議会発足。
- 1970年（昭和45年）4月1日 - 安芸高等職業訓練校（のちに四国職業能力開発大学校附属高知職業能力開発短期大学校となり、香南市へ移転）が創設。
- 1970年（昭和45年）9月 - 市内の各園芸組合が合併し、安芸市農協園芸部となる。
- 1971年（昭和46年）2月10日 - 高知県交通入河内線廃止。市営代替バスが走る。
- 1971年（昭和46年）4月 - 安芸日曜市がはじまる。
- 1971年（昭和46年）4月1日 - 安芸市消防署が救急業務を開始。
- 1971年（昭和46年）12月25日 - 市営火葬場が完成。
- 1972年（昭和47年）7月7日 - 集中豪雨のため床上・床下浸水1400戸。
- 1972年（昭和47年）10月17日 - 安芸市体育館が完成。
- 1973年（昭和48年）3月10日 - 国民宿舎あき が完成。（のちに廃止）
- 1974年（昭和49年）4月1日 - 赤字の増大と国鉄阿佐線建設のため、土佐電気鉄道安芸線廃止、併走するバスを増便。
- 1974年（昭和49年）6月10日 - 安芸市民図書館改築。
- 1974年（昭和49年）6月19日 - 「安芸市のうた」を制定。

##### 昭和50年代
- 1982年（昭和57年）1月4日 - 安芸市役所西庁舎が完成。
- 1982年（昭和57年） - 安芸市立書道美術館が完成。

##### 昭和60年代
- 1985年（昭和60年）10月12日 - 安芸市立歴史民俗資料館が完成。

#### 平成時代
- 1998年（平成10年）11月12日 - 高知県交通分社化に伴い、高知東部交通が設立。
- 2002年（平成14年）7月1日 - 土佐くろしお鉄道ごめん･なはり線開業。
- 2003年（平成15年） - 「安芸市緊急財政健全化計画」を策定[5]。
- 2009年（平成21年）4月 - 財政健全化団体に指定[6]。
- 2010年（平成22年）4月 - 財政健全化団体の指定解除[6]。
- 2013年（平成25年）3月25日 - 安芸市消防防災センターが完成。安芸市役所危機管理課と安芸市消防本部が移転。

#### 令和時代
- 2024年（令和6年）1月4日 - 市役所が安芸市土居82番地1に新築の庁舎に移転[8]。

### 市町村合併と行政区域の変遷
- 1871年（明治4年）9月 - 安芸郡の行政区画が34区に分けられ、現在の安芸市域は12区に分けられる。

| 安芸郡第20区 | 下山村、伊尾木村、伊尾木浦                   |
| 安芸郡第21区 | 川北村、松田島村、松田島浦、久保田村、江川村 |
| 安芸郡第22区 | 奈比賀村、入河内村、黒瀬村                   |
| 安芸郡第23区 | 大井村、古井村                               |
| 安芸郡第24区 | 島村、別役村                                 |
| 安芸郡第25区 | 畑山村、尾川村                               |
| 安芸郡第26区 | 安喜ノ川村、栃ノ木村、小谷村                 |
| 安芸郡第27区 | 井ノ口村、黒鳥村                             |
| 安芸郡第28区 | 安芸浦（西浜・東浜）                         |
| 安芸郡第29区 | 土居村、僧津村                               |
| 安芸郡第30区 | 穴内村                                       |
| 安芸郡第31区 | 赤野村、東和食浦                             |

- 1875年（明治8年）4月 - 大区小区制がしかれる。

| 第2大区 | 第3小区 | 安芸郡第20区、安芸郡第21区               |
| 第2大区 | 第4小区 | 安芸郡第22区、安芸郡第23区、安芸郡第24区 |
| 第2大区 | 第5小区 | 安芸郡第28区、安芸郡第29区               |
| 第2大区 | 第6小区 | 安芸郡第25区、安芸郡第26区、安芸郡第27区 |
| 第2大区 | 第7小区 | 安芸郡第30区、安芸郡第31区               |

- 1889年（明治22年）4月1日 - 行政区画が町村制に改められ、それに伴う合併により、安芸郡安芸村、穴内村、伊尾木村、川北村、東川村、畑山村、井ノ口村、土居村、赤野村が発足。

| 安芸村   | 安芸村、黒鳥村                                           |
| 穴内村   | 穴内村                                                   |
| 伊尾木村 | 伊尾木村、下山村                                         |
| 川北村   | 川北村                                                   |
| 東川村   | 奈比賀村、入河内村、黒瀬村、大井村、古井村、島村、別役村 |
| 畑山村   | 栃ノ木村、小谷村、安芸ノ川村、尾川村、畑山村             |
| 井ノ口村 | 井ノ口村                                                 |
| 土居村   | 土居村、僧津村                                           |
| 赤野村   | 赤野村                                                   |

- 1895年（明治28年）11月21日 - 安芸村が町制施行、安芸町となる。
- 1943年（昭和18年）10月1日 - 安芸町が穴内村を編入。
- 1954年（昭和29年）8月1日 - 安芸町、伊尾木村、川北村、東川村、畑山村、井ノ口村、土居村、赤野村が合併、市制施行し安芸市となる。

| 安芸市 | 安芸町、伊尾木村、川北村、東川村、畑山村、井ノ口村、土居村、赤野村 |

- 1955年（昭和30年）4月1日 - 香美郡西川村轟を編入。

## 行政

### 歴代市長
- 仙頭宣清（1期）　1954年8月2日 - 1958年
- 岩崎健夫（2期）　1958年 - 1966年9月4日
- 山﨑初男（2期）　1966年9月5日 - 1974年9月4日
- 岡村喜郎（3期）　1974年9月5日 - 1986年9月4日
- 和食富雄（1期）　1986年9月5日 - 1989年
- 山﨑鍈一（2期）　1989年 - 1997年
- 井津哲彦（1期）　1997年 - 2001年
- 松本憲治（3期）　2001年 - 2013年9月2日
- 横山幾夫（3期目）2013年9月3日 -

### 市議会
- 定員:14人（任期は2026年9月9日まで）
- 議会内会派
  - 自由の会 3人
  - こころざし自由の会 2人
  - 市民の風 2人
  - 翔政会 2人
  - 日本共産党 2人
  - 公明党 1人

### 行政機関・公共施設

#### 国の機関
- 安芸地方合同庁舎
  - 高知地方法務局安芸支局
- 安芸区検察庁
- 高松国税局安芸税務署
- 高知労働局安芸公共職業安定所
- 高知労働局安芸労働基準監督署
- 四国森林管理局安芸森林管理署
  - 安芸･入河内森林事務所
    - 美舞電話所
    - 入河内詰所

  - 大井森林事務所
    - 古井詰所
- 安芸簡易裁判所
- 高知家庭裁判所安芸支部
- 高知地方裁判所安芸支部
- 日本司法支援センター（法テラス）安芸法律事務所

#### 県の機関
- 安芸総合庁舎
  - 安芸県税事務所
  - 安芸福祉保健所
  - 安芸林業事務所
  - 安芸土木事務所
  - 安芸農業振興センター
  - 県教育センター東部教科研究センター
  - 南海トラフ地震対策推進本部 安芸地域本部
  - 産業振興推進地域本部 安芸地域本部
- 東部教育事務所
- 高知県安芸警察署
- 高知県立あき総合病院

#### 市の機関・公共施設

##### 市役所庁舎
- 安芸市役所
- 安芸市消防防災センター
- 安芸市消防本部

##### 社会教育施設
- 安芸市民会館
- 安芸市女性の家
- 安芸市民図書館
- 安芸市市民館
- 安芸市立歴史民俗博物館
- 安芸市立書道美術館

##### 健康福祉施設
- 安芸市健康福祉センター元気館
- はたやま憩の家
- こまどり温泉

##### 生活環境施設
- 安芸市一般廃棄物最終処分場・リサイクルプラザ
- 安芸市汚泥再生処理センター清浄苑
- 安芸市火葬場

##### 社会体育施設
- 安芸市武道館
- 安芸市体育館
- 内原野体育館
- 清水ヶ丘体育館
- 安芸市民プール
- 安芸市テニスコート
- 伊尾木緑地公園テニスコート
- 安芸市総合運動場
  - 安芸市営球場
  - 安芸市補助グラウンド（ナイター設備有）
  - 安芸市雨天練習場
  - 安芸市多目的体育館（安芸ドーム）

##### 社会福祉施設
- デイサービスセンターはまちどり
- 安芸市老人憩いの家

##### 商工観光施設
- 廊中ふるさと館
- 道の駅大山
- 内原野陶芸館
- 安芸駅ぢばさん市場

## 経済

### 特産物
- 冬春ナス
- ユズ
- どろめ
- 釜揚げちりめん丼
- 土佐ジロー
- マミーソース

### 農業
ビニールハウスによる施設園芸が盛んで、作物ではナスが全国一の出荷量、ユズが県内第一位の収穫量である。

#### 農業協同組合
かつては土佐あき農業協同組合が本所をおいていたが、2019年1月1日に高知県内12農協の合併により高知県農業協同組合に統合された。
なお、統合後は旧JA土佐あき本所に高知県農業協同組合安芸地区本部がおかれている。
- 高知県農業協同組合
  - あき支所（安芸地区本部）
  - あき北支所
  - あき東支所
    - 東川事業所

  - 穴内出張所
  - 赤野出張所
  - 安芸営農経済センター

### 漁業
シラスの県内有数の産地でバッチ網漁が行われているほか、水産業では一本釣りも盛んである。

#### 漁業協同組合
- 高知県漁業協同組合 穴内支所
- 安芸漁業協同組合
- 芸陽漁業協同組合

#### 漁港
- 安芸漁港（県管理第二種漁港）
- 伊尾木漁港（市管理第一種漁港）
- 穴内漁港（市管理第一種漁港）
- 赤野漁港（市管理第一種漁港）

### 製造業
- 植野工業団地
  - ニッポン高度紙工業 安芸工場

### 商業

#### 大型商業施設
- すまいるあき（Smile Aki）

### 本社を置く主要企業
- 高知東部交通

### 工場･事務所を置く主要企業
- ニッポン高度紙工業 安芸工場

### 支社･営業所を置く主要企業

#### 社会基盤
- 四国電力 安芸営業所
- 四電工 安芸営業所

#### 金融機関
- 四国銀行安芸支店
- 高知銀行安芸支店
- 四国労働金庫安芸支店
- 高知信用金庫安芸支店

#### 交通
- 土佐くろしお鉄道 安芸総合事務所

## 情報･通信

### 新聞社
- 高知新聞 安芸支局
- 朝日新聞 安芸支局
- 読売新聞 安芸通信部

### 電話
- 市外局番
  - 0887（安芸MA）
- NTT西日本 高知支社安芸ビル
  - 安芸電話交換所

### 郵便

#### 主な郵便局
- 安芸郵便局
- 入河内郵便局
- 安芸伊尾木郵便局
- 井ノ口郵便局
- 安芸穴内郵便局
- 安芸土居郵便局
- 安芸赤野郵便局
- 安芸本町郵便局

## 健康

### 主な医療機関
- 高知県立あき総合病院
- 医療法人瑞風会 森沢病院
- 医療法人尚腎会 高知高須病院付属安芸診療所
- 医療法人緑風会 EASTマリンクリニック

### 保健機関
- 安芸福祉保健所
- 安芸市健康ふれあいセンター「元気館」

## 姉妹都市・提携都市

### 姉妹都市

#### 国内
- 兵庫県たつの市（旧: 龍野市）

### 災害時相互応援協定
- 兵庫県たつの市
- 千葉県富里市[9]
- 広島県広島市[10]
- 岩手県雫石町[11]
- 高知県内各市町村

### AMA（あま）地域連携協定[12]
- 高知県室戸市
- 徳島県阿南市

## 地域

### 人口
| |                                        |  |
| 安芸市と全国の年齢別人口分布（2005年） | 安芸市の年齢・男女別人口分布（2005年） |  |
| ■紫色 ― 安芸市 ■緑色 ― 日本全国 | ■青色 ― 男性 ■赤色 ― 女性              |  |
| 安芸市（に相当する地域）の人口の推移 \| 1970年（昭和45年） \| 24,498人 \| \| \| 1975年（昭和50年） \| 24,480人 \| \| \| 1980年（昭和55年） \| 25,022人 \| \| \| 1985年（昭和60年） \| 25,009人 \| \| \| 1990年（平成2年） \| 23,739人 \| \| \| 1995年（平成7年） \| 22,377人 \| \| \| 2000年（平成12年） \| 21,321人 \| \| \| 2005年（平成17年） \| 20,348人 \| \| \| 2010年（平成22年） \| 19,547人 \| \| \| 2015年（平成27年） \| 17,577人 \| \| \| 2020年（令和2年） \| 16,243人 \| \| |                                        |  |
| 総務省統計局 国勢調査より |                                        |  |
| 1970年（昭和45年） | 24,498人                               |  |
| 1975年（昭和50年） | 24,480人                               |  |
| 1980年（昭和55年） | 25,022人                               |  |
| 1985年（昭和60年） | 25,009人                               |  |
| 1990年（平成2年） | 23,739人                               |  |
| 1995年（平成7年） | 22,377人                               |  |
| 2000年（平成12年） | 21,321人                               |  |
| 2005年（平成17年） | 20,348人                               |  |
| 2010年（平成22年） | 19,547人                               |  |
| 2015年（平成27年） | 17,577人                               |  |
| 2020年（令和2年） | 16,243人                               |  |

### 教育
安芸市には「安芸市奨学資金貸与条例」という奨学金制度がある。なお、奨学金は返還義務がともなう。

#### 高等学校
- 高知県立安芸高等学校（併設型中高一貫校）

#### 中学校

##### 県立
- 高知県立安芸中学校（併設型中高一貫校）

##### 市立
- 安芸市立安芸中学校

#### 小学校
- 安芸市立赤野小学校
- 安芸市立穴内小学校
- 安芸市立安芸第一小学校
- 安芸市立井ノ口小学校
- 安芸市立土居小学校
- 安芸市立川北小学校
  - 安芸市立川北小学校奈比賀分校（休校中）
- 安芸市立伊尾木小学校
- 安芸市立下山小学校
- 安芸市立東川小学校

## 交通

### 空港
- 高知龍馬空港（南国市）

### 鉄道
- 中心駅: 安芸駅
- 土佐くろしお鉄道ごめん・なはり線: 赤野駅 - 穴内駅 - 球場前駅 - あき総合病院前駅 - 安芸駅 - 伊尾木駅 - 下山駅

### バス

#### 一般路線
- 高知東部交通
  - 奈半利・室戸岬方面
  - 馬路・魚梁瀬方面
  - 後免町・はりまや橋方面
- 安芸市元気バス
  - 大井・古井・別役方面
  - 江川・八ノ谷方面
  - 寺内・畑山方面
  - 一ノ宮・尾川方面
  - 内原野・一ノ宮方面循環
  - 江川・宮田岡方面循環

#### 長距離高速バス
- とさでん交通（阪急バスと共同運行）
  - よさこい号 大阪方面

### 道路

#### 高速道路
- E55 高知東部自動車道（整備中）
  - 安芸西インターチェンジ（仮称）
- E55 阿南安芸自動車道（整備中）
  - 安芸道路（整備中）
    - 安芸中インターチェンジ（仮称）
    - 安芸東インターチェンジ（仮称）

  - 奈半利安芸道路（整備中）

#### 一般国道
- 国道55号

#### 主要地方道
- 高知県道29号安芸物部線

#### 一般県道
- 高知県道207号大久保伊尾木線
- 高知県道208号奈比賀川北線
- 高知県道210号畑山栃ノ木線
- 高知県道211号黒岩東浜線
- 高知県道212号宮ノ上川北線
- 高知県道213号高台寺川北線
- 高知県道214号入河内土居線
- 高知県道389号安芸中インター線

#### 自転車道
- 高知県道501号高知安芸自転車道線

## 地域・名所・旧跡・観光スポット・祭事・催事

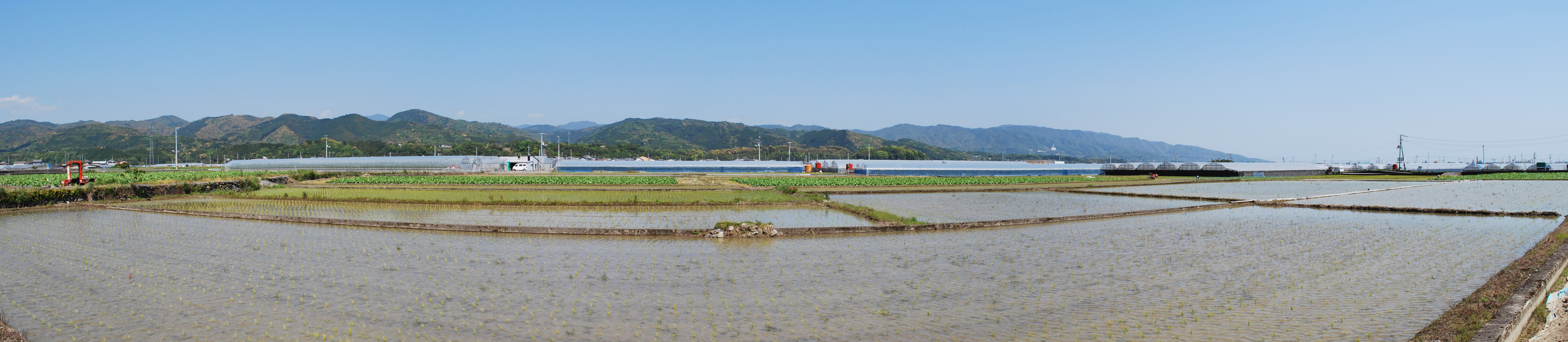
安芸平野

### 安芸地区
安芸市の南に位置し、旧安芸町にあたる地域。高知県東部の中心的な商業施設が存在する。8月の第一土日には｢安芸納涼市民祭｣が開催され、よさこいパレードや花火大会などが行われる。12月には「安芸タートルマラソン全国大会」もある。
- 安芸駅
- 安芸駅ちばさん市場

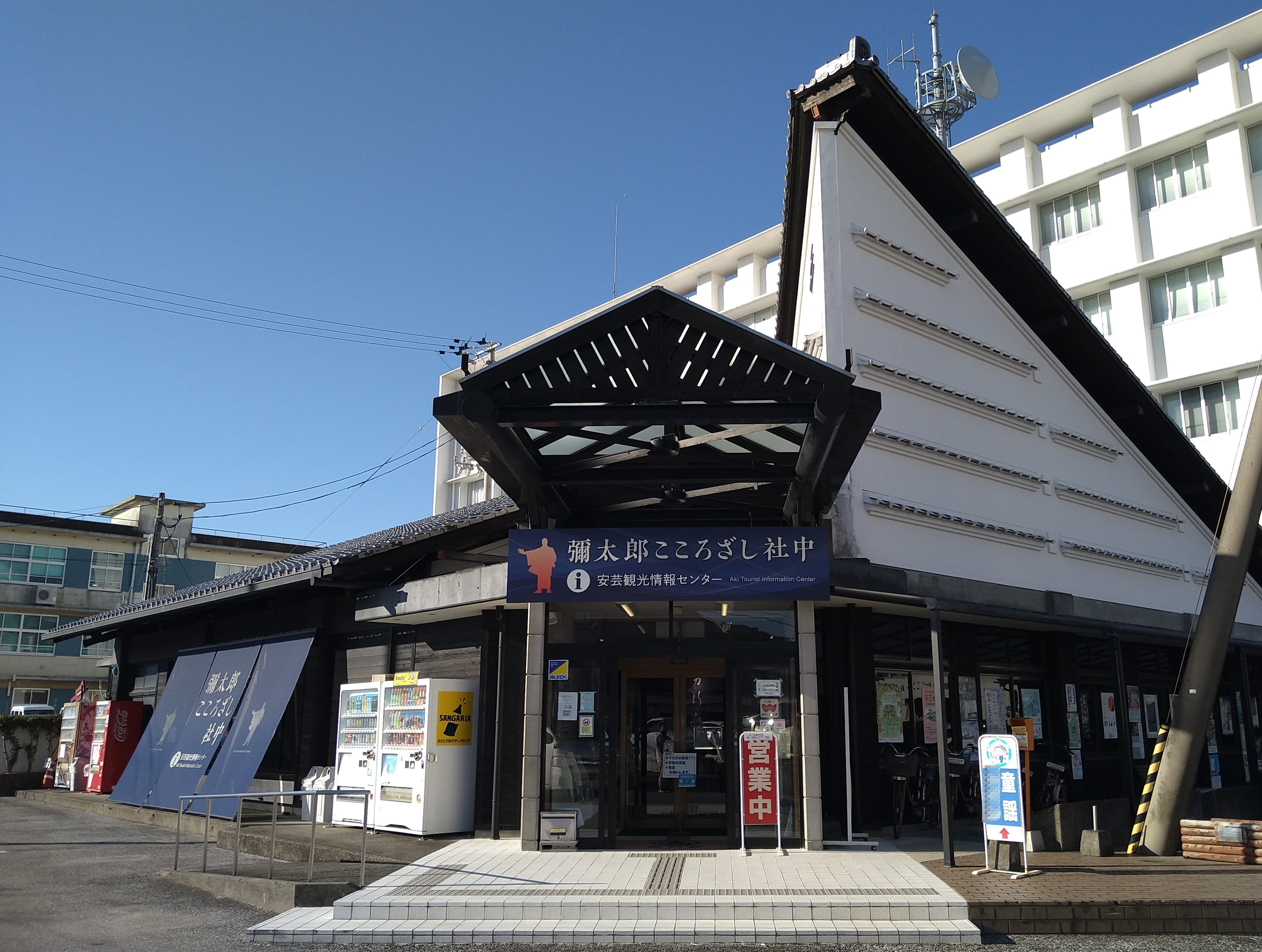
安芸観光情報センター

- 安芸観光情報センター：無料案内、地元品の販売、地元関連の展示
- 球場前駅
- あき総合病院前駅
- 安芸市営球場
- 妙山寺 - 本尊の木造聖観音立像は国の重要文化財

### 下山地区
安芸市の東端で安田町に接し、旧伊尾木村下山にあたる地域。お茶の栽培が盛んである。
- 下山駅
- 大山岬 - 恋人の聖地に選定されている。
- 道の駅大山
- なぎの木

### 伊尾木地区
安芸市の南東に位置し、旧伊尾木村伊尾木にあたる地域。町は商店が建ち並び、山は自然にあふれている。
- 伊尾木駅
- 寅さん地蔵
- 伊尾木洞

### 東川地区
安芸市の北東に位置し、旧東川村入河内・奈比賀・黒瀬・大井・古井・島・別役にあたる地域。お茶やゆずの栽培が盛ん。伊尾木川流域に属する自然豊かな地区である。
- こまどり温泉
- 東川集落活動センターかまん東川[13]

### 川北地区

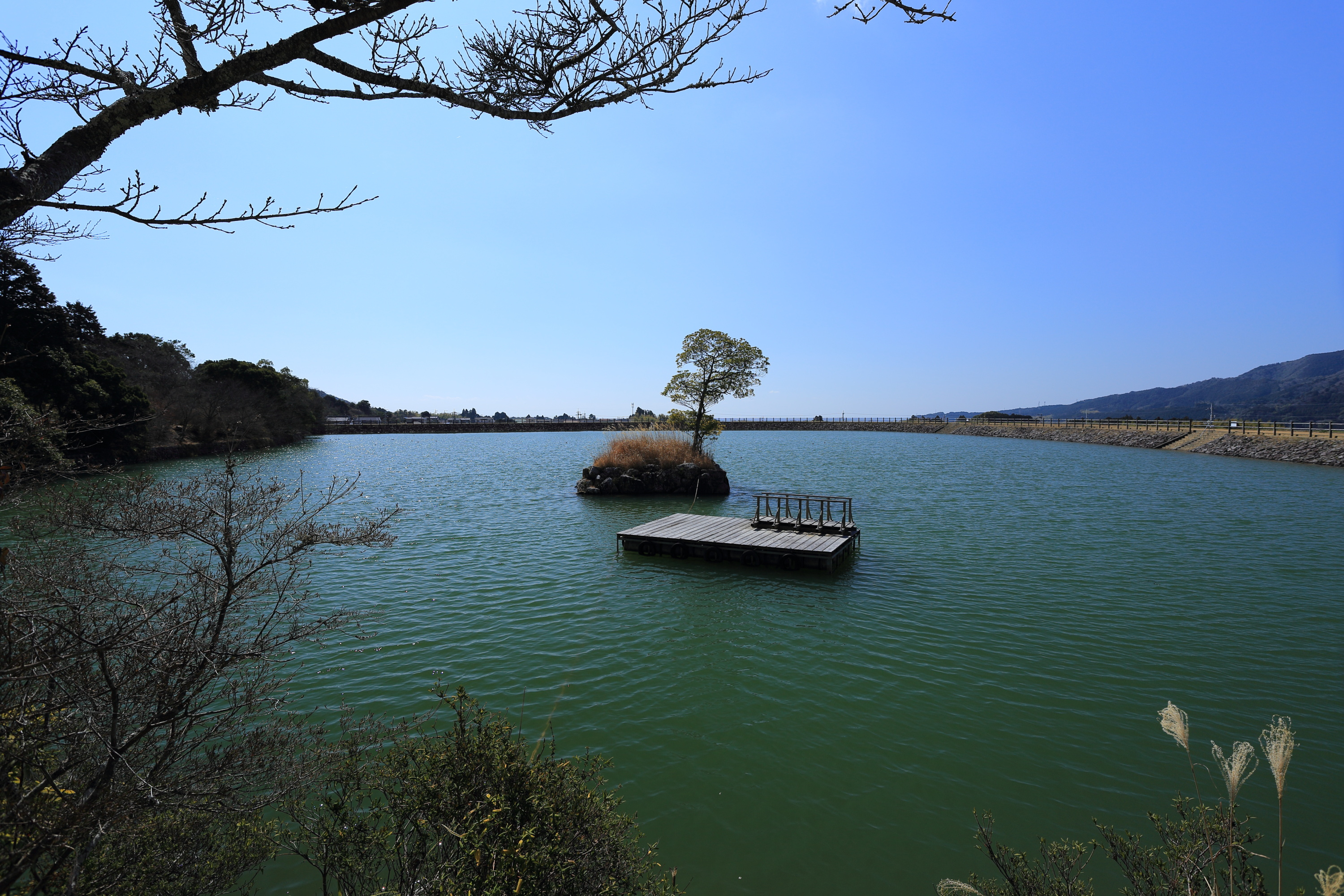
弁天池（内原野池）

安芸市の南に位置し、旧川北村にあたる地域。弁天池（通称: 内原野池）周辺のつつじが有名。
- 内原野公園 （弁天池） - 弁天池とその周辺に広がる公園で、もとは山内家の家老である五藤氏が整備したものである。つつじ1万5千本をはじめ、梅や桜、菖蒲など多様な草花が植えられている。藩政時代に休憩上として整備された「延寿亭」がある。
  - つつじ祭り ｰ 毎年4月ごろに開催される。期間中は弁天池でボートに乗ることができ、延寿亭が解放されるほか、さまざまなイベントが開催される。
- 内原野陶芸館
  - 手づくり登り窯フェスタ - つつじ祭りの時期にあわせて、4月20日ごろ開催される。前夜祭と本祭の2日間にわたって、ものづくり体験や陶器の展示販売、県内の食を集めるイベントなどが行われる。
- 安芸広域公園 - 内原野陶芸館の南から安芸川の河川敷まで広がっている公園で、里のゾーンと川のゾーンに分かれている。里のゾーンにはナス型の大型遊具があり、親子連れに人気。川のゾーンは芝生広場となっており、イベントが開催されることもある。

### 土居地区

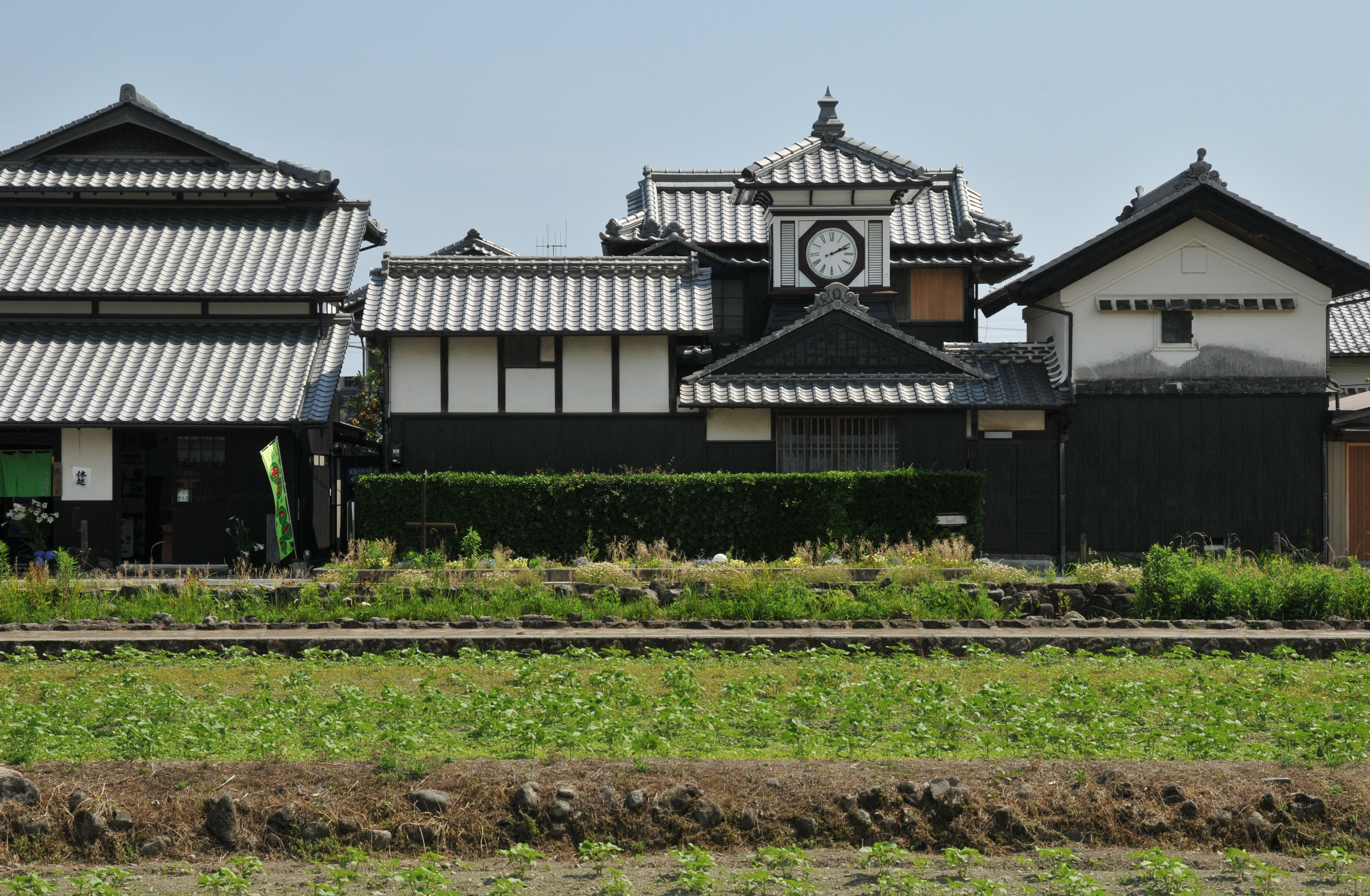
野良時計

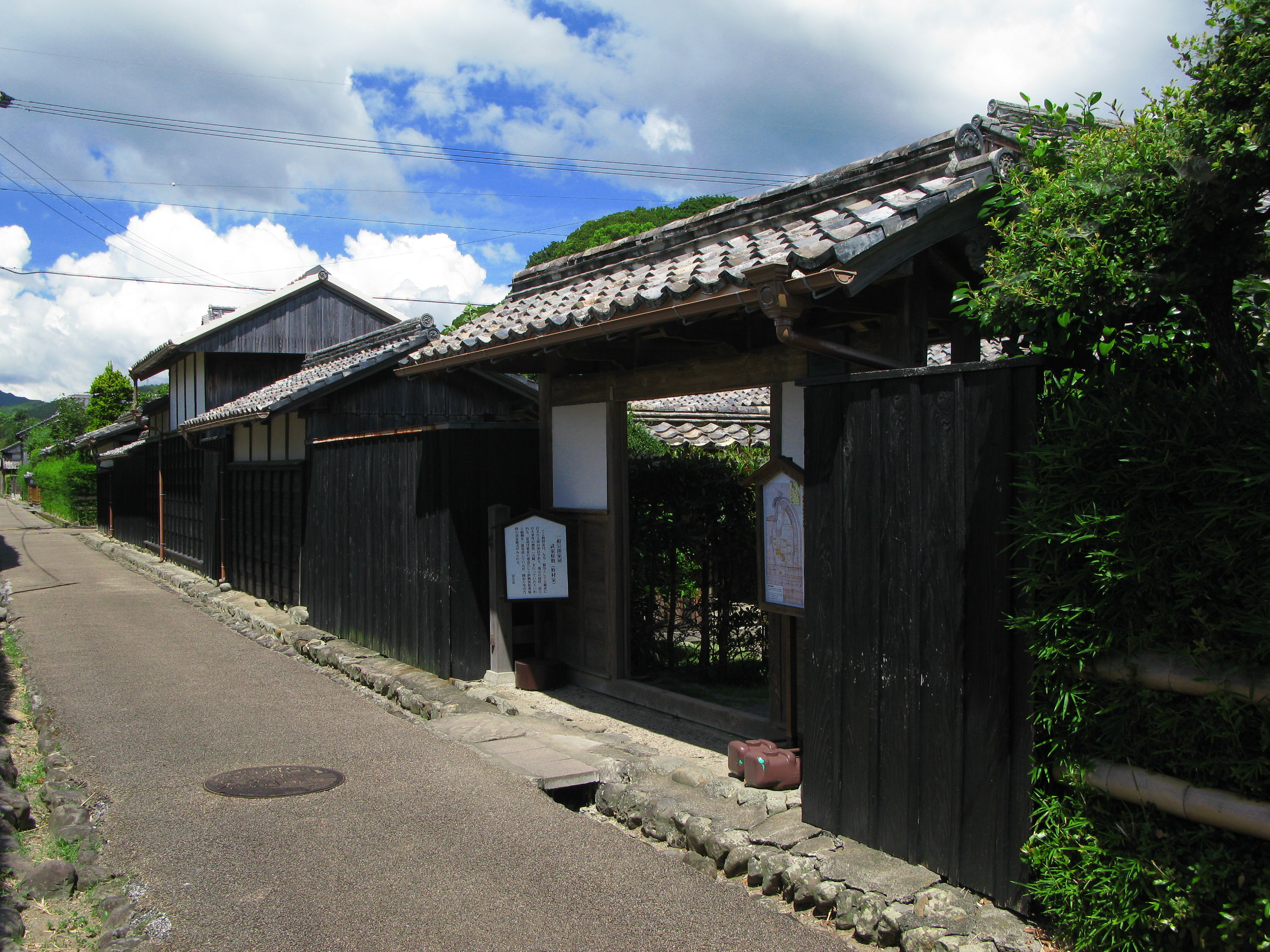
土居廓中

安芸市の真ん中に位置し、旧土居村にあたる地域。安芸城跡に書道美術館や歴史民俗資料館がある。
- 安芸土居
- 野良時計
- 土居廓中
- 廓中ふるさと館
- 安芸市立書道美術館
- 安芸市立歴史民俗資料館

### 黒鳥地区
安芸市の南に位置し、旧黒鳥村にあたる地域。
- ニッポン高度紙工業安芸工場

### 井ノ口地区

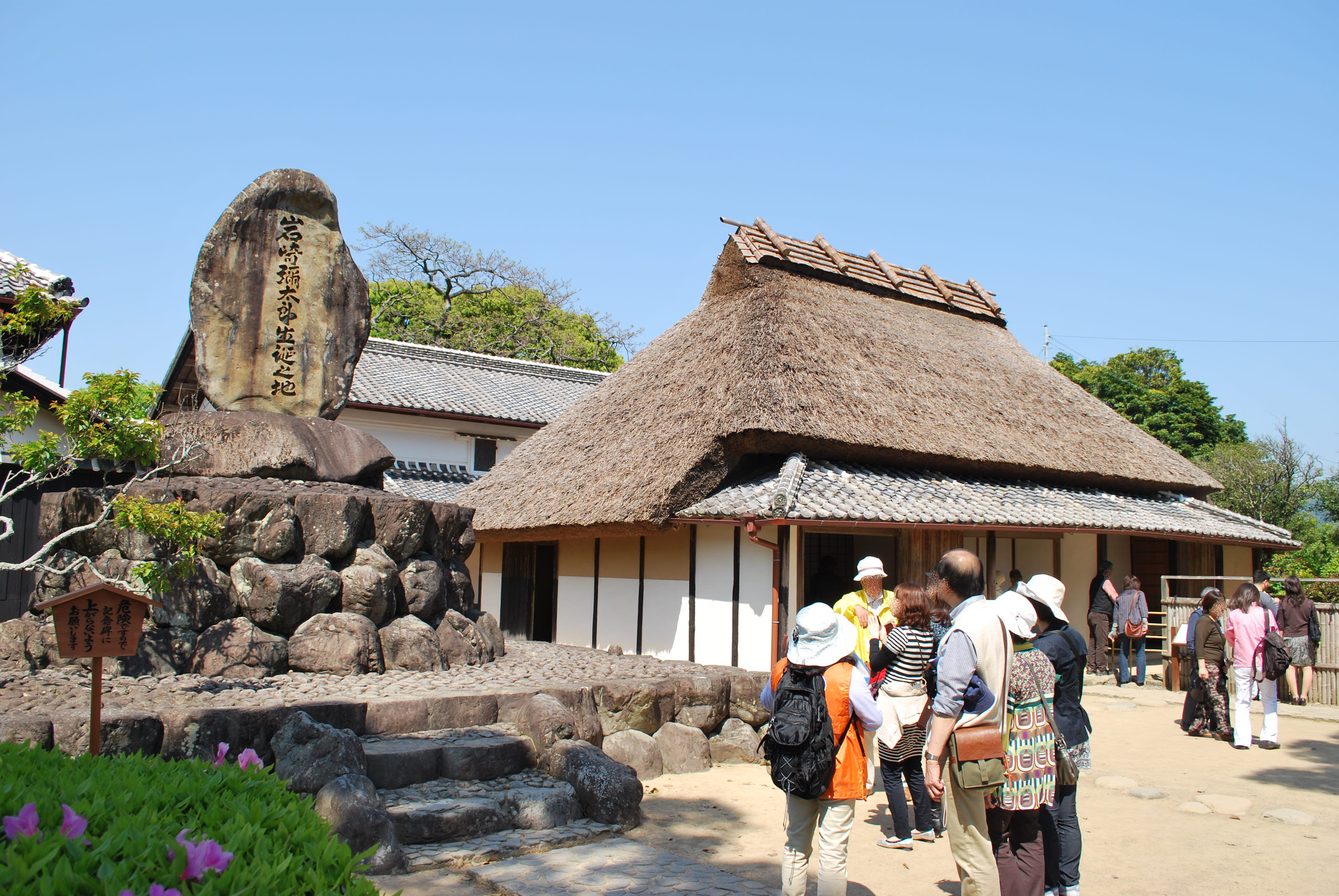
岩崎弥太郎生家

安芸市の西側に位置し、旧井ノ口村にあたる地域。
- 岩崎弥太郎生家
- 岩崎弥太郎銅像
- 閑慶院（新四国曼荼羅霊場第60番札所）

### 畑山地区
安芸市の北西に位置し、旧畑山村畑山・栃ノ木・小谷・尾川・安芸ノ川にあたる地域。ゆずの栽培が盛ん。旧役場は栃ノ木にあった。
- 畑山憩いの家 - 『土佐ジロー』を味わうことができ、宿泊する場合は温泉の利用が可能。

### 舞川地区
安芸市の北西に位置し、旧西川村轟にあたる地域。
現在人がいないが、自然が綺麗である。香南市（旧香我美町）舞川地区へと道路が続いている。

### 穴内地区
安芸市の西に位置し、旧穴内村にあたる地域。
- 道路 - 国道55号線沿いには民家が建ち並び、所々外食店が賑わっている。
- 産業 - 山沿いにはビニールハウスが立ち並んでおり、ナスの栽培が盛んである。
- 史跡 - 新城、古城奈路などの砦跡が存在。
- 祭り - 11月1日に十二所神社と八幡宮より、2つの神輿が担がれて浜で並び奉納される。
- 穴内駅

### 赤野地区

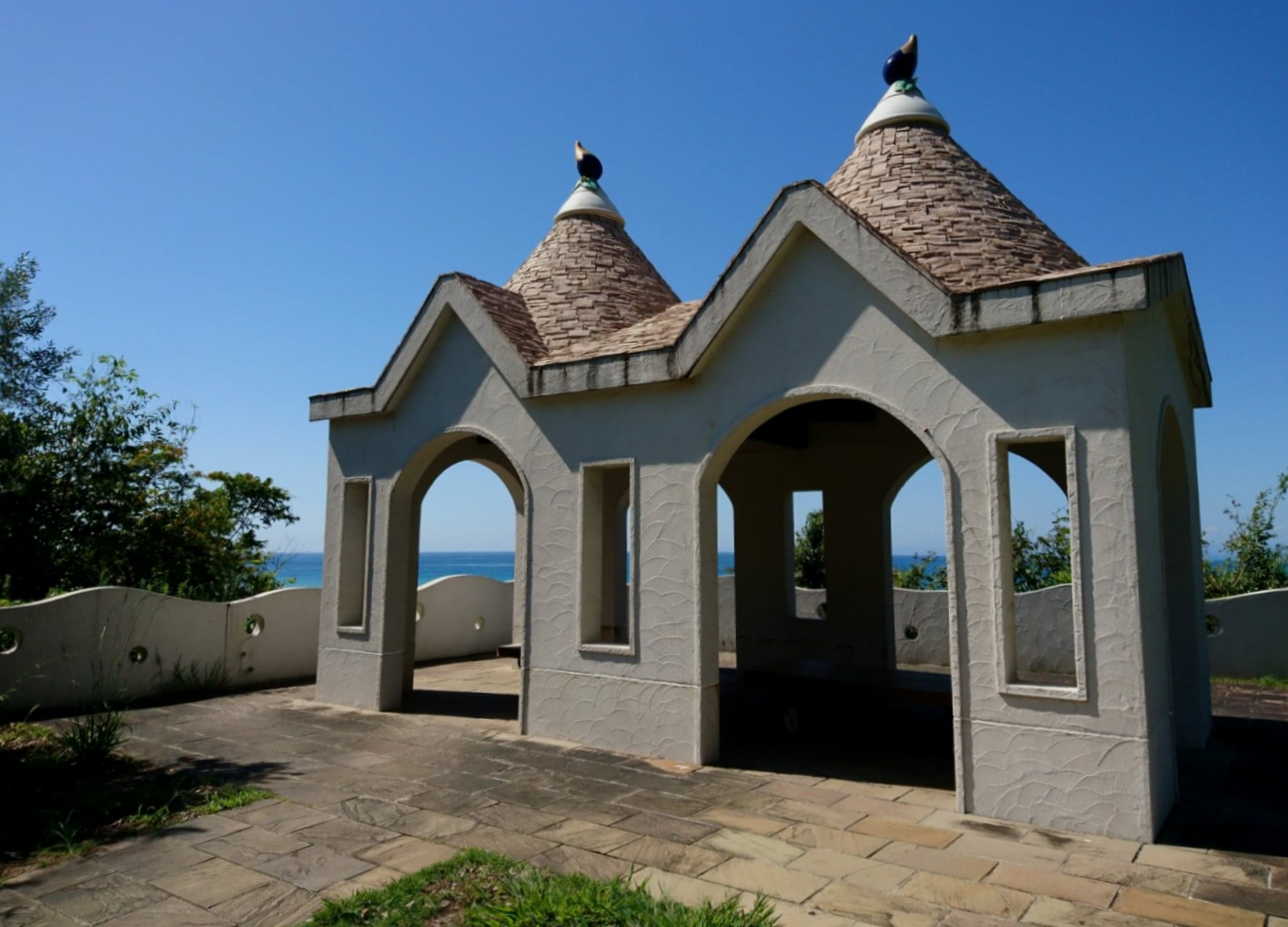
赤野休憩所

安芸市の西端で芸西村に接し、旧赤野村にあたる地域。桜浜の桜並木は国道を通る人の目を楽しませる。
- 赤野駅
- 八流山 極楽寺（四国三十六不動霊場第15番）

## 著名な出身者
- 井内彦四郎（実業家、関西急行電鉄（現在の近鉄）創立者）
- 岩崎弥太郎（実業家、三菱財閥創立者・初代総帥）
- 岩崎弥之助（実業家、三菱財閥2代目総帥）
- 岩崎久弥（実業家、三菱財閥3代目総帥）
- 影山光一（技術者・実業家、元近畿日本鉄道専務取締役）
- 浜渦武生（元東京都副知事）
- 黒岩涙香（小説家、ジャーナリスト）
- 横山青娥（詩人、国文学者）
- 小松塁（Jリーガー、サッカー指導者）
- 須藤豊（プロ野球選手）
- 加勝山鹿治（大相撲力士）
- 土佐ノ海敏生（大相撲力士）
- 栃煌山雄一郎（大相撲力士）
- 弘田龍太郎（作曲家）
- 吉田源十郎（漆芸家）
- 川谷拓三（俳優）
- 須藤靖（物理学者）
- 小松俊雄（商法学者）
- 五藤斉三（技術者・実業家、五藤光学研究所創業者）
- 富田幸次郎（政治家・ジャーナリスト、第32代衆議院議長）
- 手島右卿（書道家、昭和の三筆の一人）
- 門田隆将（ノンフィクション作家・ジャーナリスト）
- 樋口恵子（障害者運動の活動家、町田市議）

## 安芸市を舞台にした作品
- NHK連続テレビ小説 ｢ノンちゃんの夢｣（1988年）
- NHK大河ドラマ ｢龍馬伝｣（2010年）
- NHK連続テレビ小説 ｢らんまん｣（2023年）